# Roberto Ramírez del Villar
Roberto Ramírez del Villar Beaumont (Arequipa, 6 de mayo de 1920-Lima, 29 de mayo de 1995) fue un abogado, jurista y político peruano. Fundador y líder histórico del Partido Popular Cristiano, fue el último presidente de la Cámara de Diputados, desde julio de 1991 hasta abril de 1992 tras el golpe de Estado de Alberto Fujimori. También ejerció como diputado durante 6 periodos y ministro de Justicia en el primer gobierno de Fernando Belaúnde Terry.

## Biografía
Roberto Ramírez del Villar nació el 6 de mayo de 1920 en la ciudad de Arequipa. Fue hijo de Benigno Ramírez del Villar y de Natalia Beaumont Tamayo.
Realizó sus estudios primarios en el Instituto Arévalo y los secundarios en el Colegio La Salle. Luego ingresó a la Universidad Nacional de San Agustín en la facultad de Derecho, donde tuvo entre sus profesores al expresidente José Luis Bustamante y Rivero, y logró graduarse como abogado. Además, se dedicó a la docencia y el periodismo.
Contrajo matrimonio con Mariana Chabaneix Bustamante, con quien tuvo 4 hijos: Mariana, Fernando, Verónica y Andrés.

## Carrera política
Ingresó a la política en 1945 cuando fue elegido como presidente de la Federación de Estudiantes de Arequipa de la cual fue fundador. Se caracterizó por su oposición a la dictadura del general Manuel Odría (1948-1956) y era profesor universitario cuando participó activamente en la protesta de los arequipeños contra dicho régimen.
Luego en 1955, Ramírez del Villar fue designado como director del diario El Pueblo y por entonces se dedicaba a organizar un partido político que se identificase con los principios de la Iglesia Católica. Junto con Luis Bedoya Reyes, Ernesto Alayza Grundy, Javier Correa Elías, Enrique García Sayán, Héctor Cornejo Chávez, Luis Giusti La Rosa y Mario Polar Ugarteche fundaron el partido Democracia Cristiana en 1956.

### Diputado por Arequipa
Roberto Ramírez del Villar empieza su primera participación política en 1956 cuando es elegido como diputado en representación del departamento de Arequipa, sin embargo en julio de 1962, fue defenestrado de su curul por el golpe de Estado de Ricardo Pérez Godoy. Luego en las elecciones generales de 1963, postula nuevamente y es elegido por la alianza Acción Popular - Democracia Cristiana para el periodo 1963-1968.
A fines de 1966, por razones ideológicas, el partido Democracia Cristiana se divide y el 18 de diciembre, junto con Luis Bedoya Reyes y otros destacados miembros del partido, funda el Partido Popular Cristiano. Este acto se realizó en la casa del doctor Luis Giusti La Rosa, primer secretario general del PPC.

### Ministro de Justicia
El 21 de enero de 1966, Ramírez del Villar es nombrado por el presidente Fernando Belaúnde Terry como su nuevo ministro de Justicia y Culto en reemplazo de Valentín Paniagua.
Permaneció en el cargo hasta su renuncia el 25 de noviembre del mismo año.
El 3 de octubre de 1968, su cargo como diputado es interrumpido tras el golpe de Estado generado por Juan Velasco Alvarado. Durante el golpe, Luis Banchero Rossi lo invita a asumir la conducción del Diario Correo, desde el cual combatió al Gobierno Revolucionario de las Fuerzas Armadas.

### Diputado Constituyente
Luego de la caída de Velasco tras la toma de poder realizada por Francisco Morales Bermúdez, este decide convocar a unas nuevas elecciones constituyentes para el año 1978 con el fin de crear una nueva constitución. El Partido Popular Cristiano decide participar en los comicios con Luis Bedoya Reyes como cabecera de la lista de candidatos y Ramírez del Villar también postula donde luego resulta elegido miembro de la Asamblea Constituyente con 6,973 votos.
Participó en la creación de la histórica Constitución Política de 1979.

### Diputado por Lima
Para las elecciones generales de 1980, Ramírez del Villar fue incluido en la plancha presidencial de Luis Bedoya Reyes como su candidato a la segunda vicepresidencia. Sin embargo, la candidatura no tuvo éxito tras quedar en el tercer lugar de las preferencias. También postuló por tercera vez a la Cámara de Diputados por Lima Metropolitana y fue elegido para el periodo parlamentario 1980-1985.
Fue reelegido en 1985 y luego en las elecciones de 1990 como miembro del Frente Democrático para el periodo 1990-1995.

### Presidente de la Cámara de Diputados
Ramírez del Villar participó como candidato a la presidencia de la Cámara de Diputados en 1990 donde terminó vencido por Víctor Paredes Guerra de Cambio 90. Luego, en julio de 1991, postuló por segunda vez al cargo y terminó siendo elegido como el nuevo presidente de la Cámara de Diputados para el periodo legislativo 1991-1992. Junto a Felipe Osterling, el PPC tuvo el control total del Congreso.
El 5 de abril de 1992, su cargo parlamentario fue interrumpido tras la disolución del Congreso decretado por  Alberto Fujimori. Durante el golpe de Estado, Ramírez del Villar estuvo bajo arresto domiciliario al igual que Felipe Osterling y declaró desde su domicilio contra la medida autoritaria.
Luego del golpe, fue absuleto del arresto domiciliario y participó en la juramentación de Máximo San Román en el Colegio de Abogados de Lima, la cual al final no tuvo éxito tras el apoyo al régimen dictatorial de Fujimori. Ramírez del Villar volvió a la vida política en las elecciones municipales de 1993, donde fue elegido como regidor del distrito de San Isidro por el Partido Popular Cristiano para el periodo municipal 1994-1996.
Su última participación en la política fue en las elecciones generales de 1995, donde intentó postular al Congreso de la República por el Partido Popular Cristiano, sin embargo, no resultó elegido.

## Fallecimiento
El 29 de mayo de 1995, Roberto Ramírez del Villar falleció a los 75 años en el distrito de San Isidro. Fue homenajeado en el Congreso de la República por los congresistas de oposición quienes lo recordaron como un demócrata que luchó contra el régimen autoritario de Alberto Fujimori y por su defensa a la Constitución de 1979.
Posteriormente, el edificio Rayser que el Congreso de la República tiene en el Jr. Junín cambió de nombre al de Roberto Ramírez del Villar en 2001. Fue también homenajeado durante el discurso del entonces ministro de Defensa Pedro Cateriano en agosto del 2012.

## Premios y reconocimientos
- Medalla de Honor del Congreso de la República en el grado de Gran Cruz